# アジウソン・ペレイラ・デ・ソウザ
ポポ（Popó）こと、アジウソン・ペレイラ・デ・ソウザ（Adilson Ferreira de Souza、1978年9月1日 - ）は、ブラジル出身のプロサッカー選手。ポジションはFW、MF。登録名、ニックネームの「ポポ」はブラジルの国民的英雄であるボクサー、アセリノ・"ポポ"・フレイタスに似ていることに由来する。
Kリーグ、Jリーグ時代の登録名はポポ（ハングル: 뽀뽀）。

## 経歴
ブラジルのクラブでプレーしたのち、2005年にKリーグ・釜山アイパークに移籍。2006年には13得点を挙げ、ベストイレブンに選ばれた。2007年に慶南FCに移籍、カボレと2トップコンビを組み大活躍、カボレの得点王獲得に貢献するとともに、自身もリーグ2位の7ゴール（9アシスト）を記録した。Kリーグ通算63試合出場23得点、カップ戦通算27試合出場9得点。
2008年1月、慶南FCから柏レイソルへ期限付き移籍で加入。2008年、2009年ともに4得点を挙げた。
2010年より、ヴィッセル神戸へ完全移籍。Jリーグでは自己最多の9得点を挙げた。2011年はサブに回る時期もあったが、夏場から先発出場の機会を得るようになり7得点を挙げている。
2012年より、浦和レッドダイヤモンズへ完全移籍。ナビスコカップ予選5節まで先発出場を続けていたが、怪我のため先発出場の機会を得られなかった。以降は主にスーパーサブとして出場していたが、第27節柏レイソル戦、天皇杯3回戦カマタマーレ讃岐戦で、ロスタイムでの決勝ゴールを決めるなどの活躍により第29節ベガルタ仙台に先発出場した。
2013年より、ヴィッセル神戸へ復帰。2節のFC岐阜戦で復帰後初得点を挙げ、松本山雅FC戦では逆転勝利の立役者となるなど、3月だけで4得点を挙げる活躍で3月のJ2月間MVPを獲得した。6月半ばにチームがガンバ大阪の退団が決まっていたFWレアンドロの獲得に動き、ポポは外国人登録枠の関係で退団の可能性が報じられ、V・ファーレン長崎戦では涙を流した。しかし、その後交渉が進まなかったこともありクラブに急遽残留することとなった。
2014年より、ジュビロ磐田へ完全移籍。同年、12月2日に契約満了で磐田を退団する事が発表された。
2015年、磐田で同じだったフェルジナンドとともにポルトゥゲーザへ移籍。11年ぶりのブラジルリーグとなった。

## 個人成績
| 国内大会個人成績 | 国内大会個人成績 | 国内大会個人成績 | 国内大会個人成績 | 国内大会個人成績 | 国内大会個人成績 | 国内大会個人成績 | 国内大会個人成績 | 国内大会個人成績 | 国内大会個人成績 | 国内大会個人成績 | 国内大会個人成績 |
| 年度             | クラブ           | 背番号           | リーグ           | リーグ戦         | リーグ戦         | リーグ杯         | リーグ杯         | オープン杯       | オープン杯       | 期間通算         | 期間通算         |
| 年度             | クラブ           | 背番号           | リーグ           | 出場             | 得点             | 出場             | 得点             | 出場             | 得点             | 出場             | 得点             |
| 韓国             | 韓国             | 韓国             | 韓国             | リーグ戦         | リーグ戦         | リーグ杯         | リーグ杯         | FA杯             | FA杯             | 期間通算         | 期間通算         |
| ---------------- | ---------------- | ---------------- | ---------------- | ---------------- | ---------------- | ---------------- | ---------------- | ---------------- | ---------------- | ---------------- | ---------------- |
| 2005             | 釜山             |                  | Kリーグ          | 19               | 3                | 11               | 1                |                  |                  |                  |                  |
| 2006             | 釜山             | 8                | Kリーグ          | 24               | 13               | 12               | 7                |                  |                  |                  |                  |
| 2007             | 慶南             | 10               | Kリーグ          | 21               | 7                | 4                | 1                |                  |                  |                  |                  |
| 日本             | 日本             | 日本             | 日本             | リーグ戦         | リーグ戦         | リーグ杯         | リーグ杯         | 天皇杯           | 天皇杯           | 期間通算         | 期間通算         |
| 2008             | 柏               | 11               | J1               | 29               | 4                | 6                | 3                | 3                | 1                | 38               | 8                |
| 2009             | 柏               | 11               | J1               | 25               | 4                | 5                | 2                | 1                | 0                | 31               | 6                |
| 2010             | 神戸             | 11               | J1               | 29               | 9                | 5                | 3                | 2                | 0                | 36               | 12               |
| 2011             | 神戸             | 11               | J1               | 32               | 7                | 1                | 0                | 2                | 2                | 35               | 9                |
| 2012             | 浦和             | 16               | J1               | 21               | 3                | 3                | 0                | 3                | 2                | 27               | 5                |
| 2013             | 神戸             | 7                | J2               | 40               | 16               | -                | -                | 1                | 0                | 41               | 16               |
| 2014             | 磐田             | 7                | J2               | 29               | 6                | -                | -                | 3                | 2                | 32               | 8                |
| ブラジル         | ブラジル         | ブラジル         | ブラジル         | リーグ戦         | リーグ戦         | ブラジル杯       | ブラジル杯       | オープン杯       | オープン杯       | 期間通算         | 期間通算         |
| 2015             | ポルトゥゲーザ   | 18               | セリエB          |                  |                  |                  |                  |                  |                  |                  |                  |
| 通算             | 韓国             | 韓国             | Kリーグ          | 64               | 23               | 27               | 9                |                  |                  |                  |                  |
| 通算             | 日本             | 日本             | J1               | 136              | 27               | 20               | 8                | 11               | 5                | 167              | 40               |
| 通算             | 日本             | 日本             | J2               | 69               | 21               | -                | -                | 4                | 2                | 73               | 24               |
| 通算             | ブラジル         | ブラジル         | セリエB          |                  |                  |                  |                  |                  |                  |                  |                  |
| 総通算           |                  |                  |                  |                  |                  |                  |                  |                  |                  |                  |                  |

## タイトル
個人
- Kリーグベストイレブン：1回（2006）
- Jリーグ月間MVP：1回（2013年3月）